# Irische Badmintonmeisterschaft 1963
Die Irische Badmintonmeisterschaft 1963 fand bereits vom 8. bis zum 9. Dezember 1962 in Dublin statt.

## Titelträger
| Disziplin    | Sieger                            |
| ------------ | --------------------------------- |
| Herreneinzel | Robert Harris                     |
| Dameneinzel  | Mary O’Sullivan                   |
| Herrendoppel | Cyril W. Wilkinson James P. Doyle |
| Damendoppel  | Yvonne Kelly Mary O’Sullivan      |
| Mixed        | Cyril W. Wilkinson Yvonne Kelly   |